# Melicharia unicolor
Melicharia unicolor är en insektsart som först beskrevs av Walker 1862.  Melicharia unicolor ingår i släktet Melicharia och familjen Flatidae. Inga underarter finns listade i Catalogue of Life.